# Yerry Mina
Yerry Mina (Guachené, 23 september 1994) is een Colombiaans voetballer die doorgaans als centrale verdediger speelt. Mina debuteerde in 2016 in het Colombiaans voetbalelftal.

## Clubcarrière
Mina stroomde in 2013 door vanuit de jeugd van Deportivo Pasto. Hiervoor maakte hij op 27 maart 2013 zijn profdebuut, tijdens een wedstrijd in de Copa Colombia. Hij vertrok na één seizoen in het eerste elftal in januari 2014 naar Santa Fe. Hiermee won hij in 2015 de Copa Sudamericana:. Mina bleef 2,5 jaar bij Santa Fe, waarvoor hij in die tijd 67 competitiewedstrijden speelde en 7 keer scoorde. 
Mina vertrok op 1 mei 2016 in ruil voor 3,2 miljoen euro naar Palmeiras. Daarvoor debuteerde hij op 5 juli 2016 in de Braziliaanse Série A tegen Sport Recife. Een week later volgde zijn eerste competitietreffer, tegen Santos. Met Palmeiras werd Mina in 2016 voor het eerst in zijn carrière landskampioen. Zijn ploeggenoten en hij bleven concurrent Santos dat jaar negen punten voor.
Mina tekende in januari 2018 voor 5,5 jaar bij FC Barcelona. Dit werd echter een verblijf van korte duur. Na zes wedstrijden in zeven maanden vertrok hij naar Everton. Hier miste hij door verschillende blessures meer dan de helft van seizoen 2018/19. Hij groeide in seizoen 2019/20 alsnog uit tot basisspeler bij de Engelse club. Dit veranderde weer toen trainer Carlo Ancelotti Everton in juni 2021 verliet. Verschillende langdurige blessures in de volgende seizoenen hielpen Mina ook niet. Gedurende 2022/23 kwam hij nog acht keer in actie, waarna zijn contract bij Everton afliep.
Mina tekende in augustus 2023 voor één seizoen bij Fiorentina. Hierna verkaste hij naar Cagliari.

## Clubstatistieken
| Seizoen | Club            | Competitie       | Competitie | Competitie | Beker | Beker | Internationaal | Internationaal | Totaal | Totaal |
| Seizoen | Club            | Competitie       | Wed.       | Dlp.       | Wed.  | Dlp.  | Wed.           | Dlp.           | Wed.   | Dlp.   |
| ------- | --------------- | ---------------- | ---------- | ---------- | ----- | ----- | -------------- | -------------- | ------ | ------ |
| 2013    | Deportivo Pasto | Primera A        | 14         | 1          | 8     | 0     | 2              | 0              | 24     | 1      |
| 2014    | Santa Fe        | Primera A        | 34         | 3          | 16    | 0     | 2              | 0              | 52     | 3      |
| 2015    | Santa Fe        | Primera A        | 23         | 2          | 8     | 0     | 21             | 1              | 52     | 3      |
| 2016    | Santa Fe        | Primera A        | 10         | 2          | 0     | 0     | 8              | 3              | 18     | 5      |
| 2016    | Palmeiras       | Série A          | 13         | 4          | 2     | 0     | 0              | 0              | 15     | 4      |
| 2017    | Palmeiras       | Série A          | 15         | 2          | 4     | 0     | 7              | 3              | 26     | 5      |
| 2017/18 | FC Barcelona    | Primera División | 5          | 0          | 1     | 0     | 0              | 0              | 6      | 0      |
| 2018/19 | Everton         | Premier League   | 13         | 1          | 2     | 0     | –              | –              | 15     | 1      |
| 2019/20 | Everton         | Premier League   | 29         | 2          | 4     | 0     | –              | –              | 33     | 2      |
| 2020/21 | Everton         | Premier League   | 24         | 2          | 5     | 1     | –              | –              | 29     | 3      |
| 2021/22 | Everton         | Premier League   | 13         | 0          | 1     | 1     | –              | –              | 14     | 1      |
| 2022/23 | Everton         | Premier League   | 7          | 2          | 1     | 0     | –              | –              | 8      | 2      |
| Totaal  | Totaal          | Totaal           | 200        | 21         | 52    | 2     | 40             | 7              | 292    | 30     |

Bijgewerkt t/m 5 augustus 2023

## Interlandcarrière
Mina debuteerde op 8 juni 2016 in het Colombiaans voetbalelftal, op de Copa América Centenario tegen Paraguay. Hij viel in de laatste minuut in voor Cristián Zapata. Hij maakte op 11 oktober 2016 zijn eerste interlanddoelpunt. Hij kopte toen de 2–2 eindstand op het bord in een kwalificatiewedstrijd voor het WK 2018 thuis tegen Uruguay. Bondscoach José Pékerman nam Mina ook mee naar het WK 2018 in Rusland. Daarop werd Colombia in de achtste finales na strafschoppen uitgeschakeld door Engeland. Mina kwam in drie van de vier duels in actie voor zijn vaderland en scoorde tegen Polen, Senegal en Engeland. Hij behoorde ook tot de Colombiaanse selectie op de Copa América 2019 en de Copa América 2021. Hij was op beide toernooien basisspeler in alle wedstrijden die de Colombianen speelden. Hij werd in 2021 derde met Colombia. Nadat zijn ploeggenoten en hij de halve finale verloren van de latere kampioen Argentinië, wonnen ze de wedstrijd om de derde plaats van Peru.

## Erelijst
Als speler
 Santa Fe
- Copa Sudamericana: 2015
- Superliga Colombiana: 2015

 Palmeiras
- Campeonato Brasileiro Série A: 2016

 FC Barcelona
- Primera División: 2017/18
- Copa del Rey: 2017/18

Individueel
- Campeonato Brasileiro Série A Ploeg van het Jaar: 2016
- Campeonato Paulista Ploeg van het Jaar: 2017